# Schlagwetter

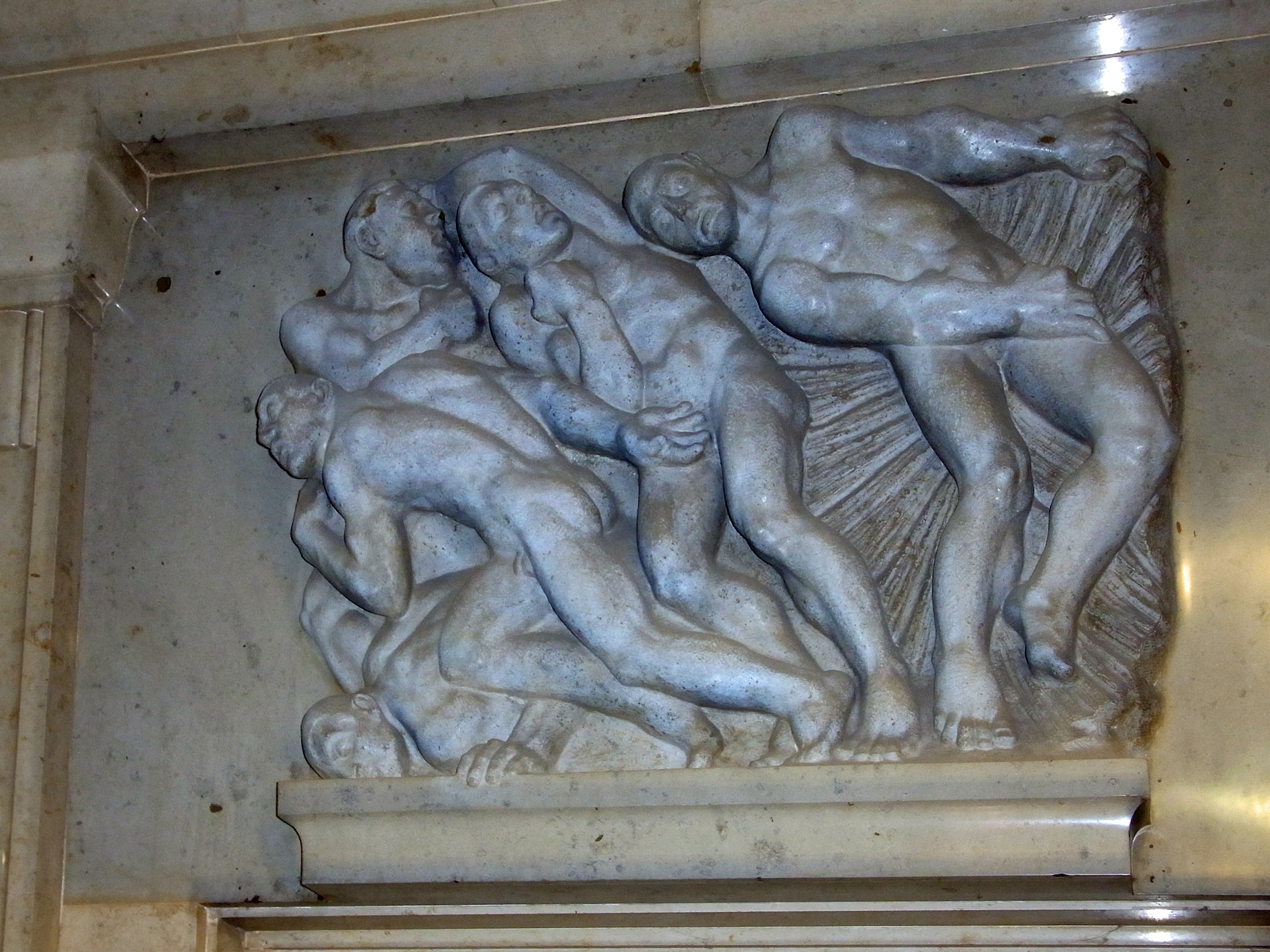
Schlagwetterexplosion auf einem Relief am Haupteingang der Verwaltung der Union, AG für Bergbau, Eisen- und Stahl-Industrie

Als Schlagwetter, auch schlagende Wetter, früher auch detonirende [sic] Wetter, wildes Feuer oder feurige Schwaden, bezeichnet man im untertägigen Bergbau ein spezielles Gasgemisch aus Methan und Luft, das unter normalen Grubenbedingungen durch eine Zündquelle zur Entzündung gebracht werden kann. Die Bezeichnung Schlagwetter rührt daher, dass eine Schlagwetterexplosion stets oszillierend, also zunächst mit einem Druckstoß und anschließend mit einem Rückschlag, verläuft.

## Vorkommen und Entstehung von Schlagwettern
Schlagwetter entstehen durch die Konzentration von Methan, das aus dem Gebirge in die Grubenbaue einströmt. Methan kommt überwiegend in den Kohleflözen und dem Nebengestein von Kohlebergwerken vor, aber auch in anderen Gebirgsformationen, z. B. im Zechstein von Kaligruben. Dort ist es unter einem gewissen Überdruck enthalten. Das Gas kann nun auf drei unterschiedliche Arten in die Grubenbaue eintreten. Durch regelmäßiges Ausströmen aus der Kohle und dem Nebengestein, durch sogenannte Bläser und durch Gasausbrüche. Die Menge des ausströmenden Gases wird dabei auch von der atmosphärischen Depression beeinflusst. Bei steigendem Luftdruck wächst der Widerstand und somit sinkt die austretende Gasmenge. Bei fallendem Luftdruck steigt die austretende Gasmenge wieder an. Das Methan strömt entweder sehr leise oder geräuschvoll aus dem Gestein heraus. Dabei kann es mit einem leisen, jedoch markanten Geräusch aus dem Gestein ausströmen. Da das Geräusch auch an das Schaben von Krebsen erinnert, bezeichnen die französischen und belgischen Bergleute dieses Ausströmen des Methans als „Krebsen“. Gas, das sich in Hohlräumen angesammelt hat, kann schlagartig aus dem Hohlraum in den Grubenbau hereinströmen. Die ausströmenden Gase werden durch Verwirbelungen irreversibel mit der Luft vermischt. Diese Gasgemische verteilen sich, bedingt durch den Wetterzug, in Teilen des Grubengebäudes. Erreichen diese Gasgemische einen Volumenanteil an Methan zwischen 5 und 14 Prozent, werden sie als Schlagwetter bezeichnet.
Es können sich auch an bestimmten Stellen lokale Schlagwetter ansammeln, diese bezeichnet der Bergmann als Schlagwetteransammlungen. Allerdings sind die Gaskonzentrationen nicht im gesamten Querschnitt des Grubenbaus gleich. Die Ansammlungen erfolgen in sogenannten Gasmagazinen. Hiervon gibt es drei Arten. Bedingt dadurch, dass das Gas leichter als die normale Luft ist, sammeln sich schlagende Wetter überwiegend an höheren Punkten des Grubenbaues, z. B. im Bereich von Überhauen oder im Firstbereich von Strecken. Befinden sich hinter dem Streckenausbau Hohlräume, so können sich dort Schlagwetteransammlungen bilden. Solche Ansammlungen bezeichnet der Bergmann auch als Gassack. Der Streckenausbau verhindert, dass solche Ansammlungen vom Frischwetterstrom weggespült werden. Ebenso können sich in höher gelegenen und abgeworfenen Strecken und Stollen Schlagwetteransammlungen bilden. Auch im Alten Mann kann es zu Schlagwetteransammlungen kommen. Diese Bereiche gelten als die gefährlichsten Gasmagazine, da sie von der durchgehenden Bewetterung nicht erreicht werden. Außerdem kann es hierin aufgrund der höheren Temperatur, durch Destillationsprozesse aus vorhandenen Kohleresten, zu weiteren Methanausgasungen kommen. Durch Verbrechen des Hangenden können aus diesen Hohlräumen schlagartig größere Gasmengen mit großer Geschwindigkeit in die Strecken gedrückt werden.

## Auswirkungen
Schlagende Wetter sind für Menschen ungiftig, jedoch erschweren sie das Atmen der Bergleute. Außerdem können Schlagwetter beim Menschen zu Brustbeklemmungen führen. Bei einem Volumenanteil von 5 bis 14 Prozent sind Schlagwetter explosionsfähig. Bei Kontakt mit einer entsprechenden Zündquelle werden diese Gasgemische gezündet. Je nach Volumenanteil an Methan kommt es dann zu einer Abflammung, einer Verpuffung oder einer Explosion. Das wirksamste Gasgemisch hat einen Anteil an Methan von 9,5 Prozent. Wird der Volumenanteil an Methan größer als 9,5 Prozent, fehlt der für die vollständige Umsetzung erforderliche Sauerstoff. Wird der Volumenanteil an Methan kleiner als 9,5 Prozent, ist nicht genügend Brennstoff vorhanden. Wetter mit einem Volumenanteil von mehr als 14 Prozent Methan sind unter normalen Grubenbedingungen nicht mehr zündfähig. Eine offene Flamme erlischt in diesem Gasgemisch. Somit ist es auch falsch, reines Methan als Schlagwetter zu bezeichnen. Allerdings gelten diese Grenzen, Methangehalt 5 bis 14 Prozent, nur bei atmosphärischer Luft und normalem Luftdruck. Auch Gemische oberhalb und unterhalb der genannten Konzentrationen sind unter bestimmten Bedingungen gefährlich. Durch Druckerhöhungen, z. B. durch einen Verdichtungsstoß bei Sprengarbeiten oder durch eine bereits vorhergehende Explosion, kann die obere Explosionsgrenze höher werden. Ebenso kann ein höher konzentriertes Gasgemisch durch Verwirbelung mit frischen Wettern wieder in den explosiblen Bereich gemischt werden. Auch durch das Hinzutreten von ungesättigten Kohlenwasserstoffen können Gasgemische mit höheren Methananteilen als 14 Prozent wieder explosionsfähig werden. Durch verwirbelten Kohlenstaub oder durch einen Verdichtungsstoß kann die Explosionsfähigkeitsgrenze unterhalb von 5 Prozent Methan gesenkt werden. Auch kann durch zusätzliche Beimengungen anderer Gase wie Kohlendioxid oder Stickstoff oder durch damit verbundenen Sauerstoffmangel die Explosionsfähigkeit der Schlagwetter beeinträchtigt werden.

## Gegenmaßnahmen
Noch bis in die zweite Hälfte des 19. Jahrhunderts war es gang und gäbe, in den Grubenbauen befindliche Ansammlungen von schlagenden Wettern abzufackeln. Hierzu musste ein Bergmann vor Schichtbeginn anfahren und die Gasansammlungen aus möglichst großer Entfernung entzünden. Um die Schlagwetteransammlungen in der Firste abfackeln zu können, kroch der Bergmann bis zu dem Ort mit der Schlagwetteransammlung. Dabei führte er eine lange Stange, an deren einen Ende ein offenes Licht befestigt war, mit. Eine weitere Möglichkeit, insbesondere bei oberhalb gelegenen Grubenbauen, war die Verwendung einer speziellen Konstruktion: An einer Stange war eine kleine Rolle befestigt, über die eine Schnur geführt wurde. An dieser Schnur befand sich ein kleines Brettchen, an dem ein angezündetes offenes Licht anmontiert war. Von einem sicheren Standort aus bewegte der Bergmann nun das Licht in die Gasansammlung hinein. Bei sämtlichen Methoden entzündete er jeweils mit dem offenen Licht die schlagenden Wetter. Hierbei entstand meistens eine leichte Explosion. Nachdem das Gas abgebrannt war, konnte dann die Belegschaft anfahren. Diese Vorgehensweise war aber nicht ungefährlich, sodass es immer wieder zu schweren Verbrennungen oder sogar zu Schlagwetterexplosionen kam. Eine sicherere Methode des Abfackelns war das Entzünden mittels sogenannter Lauffeuer. Auch gab es Vorrichtungen, mittels derer in bestimmten Zeitabständen das Gas entzündet wurde oder die Möglichkeit, offenes Geleucht in den Bereichen anzubringen, in denen sich Schlagwetter regelmäßig ansammelten, um so das Gasgemisch abzufackeln.
Eine andere Möglichkeit bietet die Verbesserung der Bewetterung durch künstlich erzeugten Wetterzug. Um eine stärkere Bewetterung zu erreichen, sind bei Tiefbaugruben zwei Schächte, ein einziehender und ein ausziehender Schacht, erforderlich. In England waren bereits im Jahr 1862 zwei Schächte per Gesetz vorgeschrieben, in Preußen dauerte eine einheitliche Regelung noch bis zum Ende des 19. Jahrhunderts. Hier war die Anordnung eines zweiten Schachtes noch bis 1887 durch die Bergämter per Einzelfallprüfung geregelt. Heute ist es per Gesetz vorgeschrieben, dass der Gehalt an Methan in den Grubenwettern in den Grubenbauen nirgendwo über einem Prozent Methan betragen darf. Zusätzlich wurden im 19. Jahrhundert Neuerungen eingeführt, um Schlagwetterexplosionen zu verhindern; so waren zunächst, bei ersten Erkennungszeichen von Schlagwetteransammlungen durch Atembeschwerden, erhöhte Sicherheitsmaßnahmen vorgesehen. In diesem Fall war die Verwendung des offenen Geleuchts verboten;  Sicherheitslampen waren vorgeschrieben. Die Verwendung von Wetteröfen wurde ebenfalls eingestellt, sie wurden durch Grubenlüfter ersetzt. Ab Anfang des 20. Jahrhunderts wurden schlagwettergeschützte elektrische Grubenlampen eingesetzt. Die ausströmende Gasmenge lässt sich durch gezielte Gasabsaugung verringern. Eine weitere Maßnahme ist die Kontrolle der Wetter durch Wettermessungen. Jede schichtführende Aufsichtsperson hat während der Schicht ein Wettermessgerät am Mann, um an bestimmten vorgegebenen Punkten die Wetter auf Methan zu untersuchen. Die jeweiligen Wettermessungen werden auf einer Wettertafel eingetragen.